# ランボルギーニ・LM004
ランボルギーニ・LM004はイタリアの自動車メーカーであるランボルギーニによって設計及び製造されたプロトタイプのオフロード車である。

## 概要
LM004はLM002を改造して作られ、LM002とは異なる顧客層に宣伝するためにバケットシート、電話、冷蔵庫やその他の高級装備が装備された。エンジンはLM002とは異なる7.0L V12エンジンを搭載し最高出力420bhp (313kW)だった。しかし、エンジンは期待されていたほどの性能を発揮せず、装備の追加で重量も増加していたため、開発の価値がないと判断された。そのため、プロトタイプが1台製造されるのみとなった。